# Чарлс Бракенбъри
Чарлс Бут Бракенбъри (на английски: Charles Booth Brackenbury) е британски офицер, генерал-майор. Участник в Руско-турска война (1877 – 1878).

## Биография
Чарлс Бракенбъри е роден на 7 ноември 1831 г. в Лондон в семейството на потомствен офицер от Графство Линкълншър. Посвещава се на военното поприще. Завършва Кралската военна академия с назначение за втори артилерийски помощник (1850).
Участва в Кримската война от 1853 – 1856 г. Бие се в състава на 6-а конна артилерия при обсадата на Севастопол (1854 – 1855).
След войната служи в Малта (1857). Работи като помощник-инструктор и асистент по артилерийско обучение в Кралската военна академия (1860 – 1867). Произведен е в първо офицерско звание лейтенант (1862). Служи в разузнавателния отдел на военния кабинет от 1874 г. Повишен е във военно звание полковник (1876).
Военен кореспондент е на вестник „The Times“ в Австро-пруската война (1866), Френско-пруската война (1870 – 1871) и Руско-турската война (1877 – 1878). В своите кореспонденции отразява личните си впечатления от войните. Като военен кореспондент в Руско-турската война от 1877 – 1878 г. събира разузнавателна информация за руската армия.
След войните е директор на завод за барут в Графство Есекс (1880). Командир е на артилерията в югоизточния район и директор на артилерийското обучение в Кралската военна академия (1886 – 1889). Повишен е във военно звание генерал-майор от 1 октомври 1889 г. Директор на военната служба в Intel и на военните науки в Woolwich (1889 – 1890). Автор е на пет военни и военнотеоретични труда.
Умира на 20 юни 1890 г. в Лондон.